# Zagreb Indoors 2010
Lo Zagreb Indoors 2010, noto anche come PBZ Zagreb Indoors per motivi di sponsorizzazione, è stato un torneo di tennis giocato sul cemento indoor nella categoria ATP World Tour 250 series nell'ambito dell'ATP World Tour 2010.
È stata la 6ª edizione del Zagreb Indoors.Si è giocato a Zagabria in Croazia dal 1º al 7 febbraio 2010.

## Partecipanti

### Teste di serie
| Nazionalità | Atleta           | Ranking* | Testa di serie |
| ----------- | ---------------- | -------- | -------------- |
| Croazia     | Marin Čilić      | 14       | 1              |
| Croazia     | Ivan Ljubičić    | 24       | 2              |
| Austria     | Jürgen Melzer    | 27       | 3              |
| Serbia      | Viktor Troicki   | 30       | 4              |
| Serbia      | Janko Tipsarević | 36       | 5              |
| Germania    | Benjamin Becker  | 38       | 6              |
| Croazia     | Ivo Karlović     | 39       | 7              |
| Kazakistan  | Evgenij Korolëv  | 53       | 8              |

- Ranking al 18 gennaio 2010.

### Altri partecipanti
Giocatori che hanno ricevuto la wild card nel tabellone principale:
- Ivan Dodig
- Peter Jelenić
- Antonio Veić

Giocatori passati dalle qualificazioni:

- Ruben Bemelmans
- Ilija Bozoljac
- Alexandre Sidorenko
- Andreas Vinciguerra

## Campioni

### Singolare
Marin Čilić ha battuto in finale  Michael Berrer con il punteggio di 6–4, 6(5)–7, 6–3

### Doppio
Jürgen Melzer /  Philipp Petzschner hanno battuto in finale  Arnaud Clément /  Olivier Rochus con il punteggio di 3–6, 6–3, 10-8